# Daiya Tōno
Daiya Tōno (遠野 大弥?, Tōno Daiya; Fujieda, 14 marzo 1999) è un calciatore giapponese, attaccante degli Yokohama F·Marinos.

## Carriera
Ha esordito in J1 League il 3 marzo 2021 disputando con il Kawasaki Frontale l'incontro vinto 3-2 contro il Cerezo Osaka.

## Statistiche

### Presenze e reti nei club
Statistiche aggiornate al 12 dicembre 2023.
| Stagione                 | Club                     | Campionato               | Campionato | Campionato | Coppe nazionali | Coppe nazionali | Coppe nazionali | Coppe continentali | Coppe continentali | Coppe continentali | Altre coppe | Altre coppe | Altre coppe | Totale | Totale |
| Stagione                 | Club                     | Comp                     | Pres       | Reti       | Comp            | Pres            | Reti            | Comp               | Pres               | Reti               | Comp        | Pres        | Reti        | Pres   | Reti   |
| ------------------------ | ------------------------ | ------------------------ | ---------- | ---------- | --------------- | --------------- | --------------- | ------------------ | ------------------ | ------------------ | ----------- | ----------- | ----------- | ------ | ------ |
| 2017                     | Honda                    | JFL                      | 16         | 4          | CG              | 1               | 1               | -                  | -                  | -                  | -           | -           | -           | 17     | 5      |
| 2018                     | Honda                    | JFL                      | 20         | 5          | CG              | 2               | 0               | -                  | -                  | -                  | -           | -           | -           | 22     | 5      |
| 2019                     | Honda                    | JFL                      | 26         | 9          | CG              | 5               | 4               | -                  | -                  | -                  | -           | -           | -           | 31     | 13     |
| Totale Honda             | Totale Honda             | Totale Honda             | 62         | 18         |                 | 8               | 5               |                    | -                  | -                  |             | -           | -           | 70     | 23     |
| 2020                     | Avispa Fukuoka           | J2                       | 41         | 11         | CG              | 0               | 0               | -                  | -                  | -                  | -           | -           | -           | 41     | 11     |
| 2021                     | Kawasaki Frontale        | J1                       | 27         | 6          | CG+CdL          | 4+2             | 0               | ACL                | 4                  | 1                  | SG          | 1           | 0           | 38     | 7      |
| 2022                     | Kawasaki Frontale        | J1                       | 31         | 2          | CG+CdL          | 2+2             | 0               | ACL                | 5                  | 0                  | SG          | 0           | 0           | 40     | 2      |
| 2023                     | Kawasaki Frontale        | J1                       | 30         | 1          | CG+CdL          | 5+6             | 2+3             | ACL                | 4                  | 2                  | -           | -           | -           | 45     | 8      |
| Totale Kawasaki Frontale | Totale Kawasaki Frontale | Totale Kawasaki Frontale | 88         | 9          |                 | 21              | 5               |                    | 13                 | 3                  |             | 1           | 0           | 123    | 17     |
| Totale carriera          | Totale carriera          | Totale carriera          | 191        | 38         |                 | 29              | 10              |                    | 13                 | 3                  |             | 1           | 0           | 234    | 51     |

## Palmarès

### Club

#### Competizioni nazionali
- Japan Football League: 3

Honda: 2017, 2018, 2019
- Supercoppa del Giappone: 2

Kawasaki Frontale: 2021, 2024
- Campionato giapponese: 1

Kawasaki Frontale: 2021
- Coppa dell'Imperatore: 1

Kawasaki Frontale: 2023